# جون هارولد كلافام (مؤرخ اقتصادي)

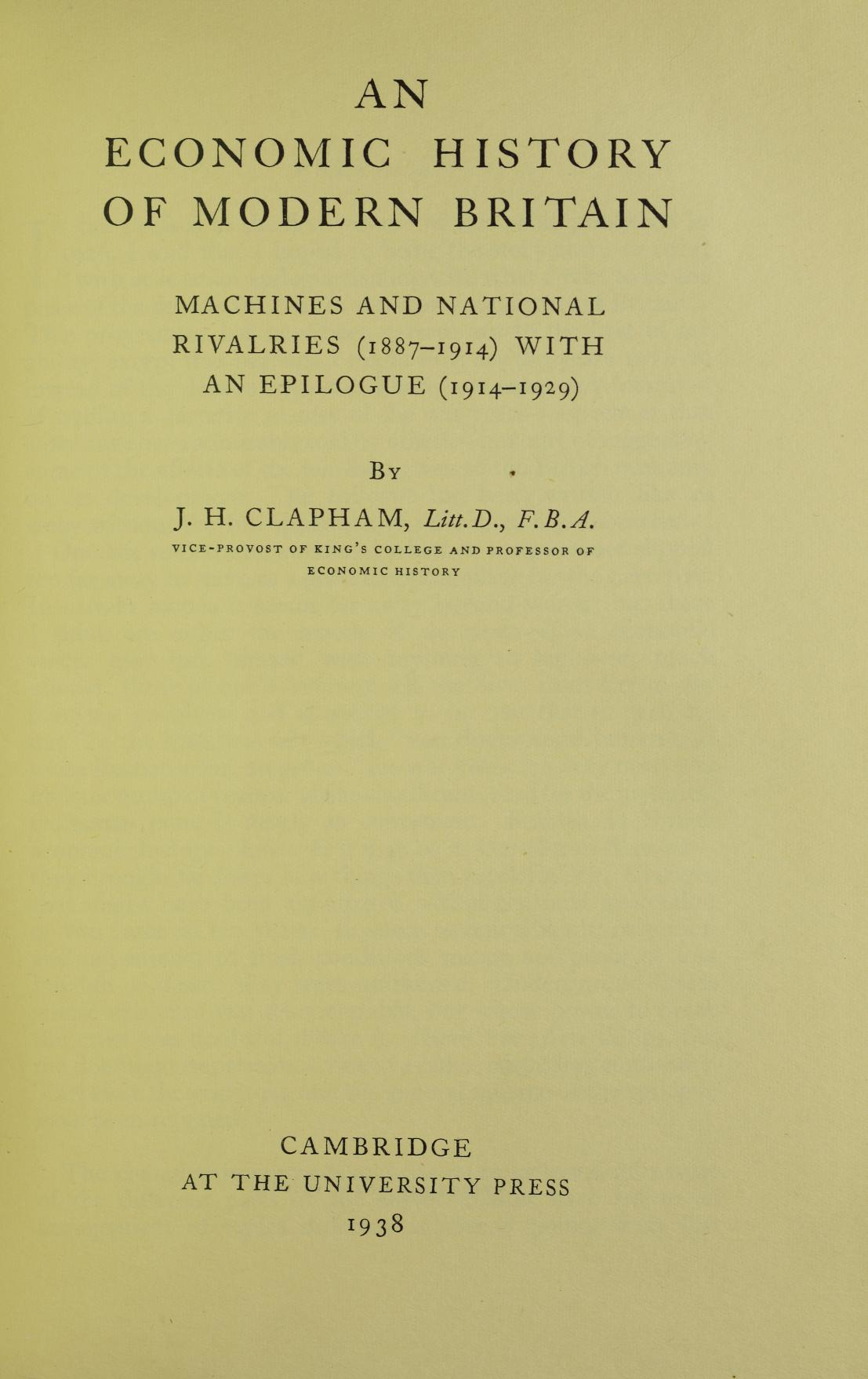
الآلات والتنافسات الوطنية (1887-1914) ، طبعة 1938 تصفحها عبر الإنترنت

السير جون هارولد كلافام (بالإنجليزية: Sir John Harold Clapham)‏؛ (13 سبتمبر 1873 - 29 مارس 1946) كان مؤرخًا اقتصاديًا بريطانيًا، حاصل على رتبة الإمبراطورية البريطانية وزمالة الأكاديمية البريطانية .

## حياته
تلقى تعليمه في مدرسة Leys في كامبريدج وكلية الملك في كامبريدج، وفي الفترة من 1889 إلى 1902، كان محاضرًا في التاريخ والاقتصاد في جامعة ليدز، وكان أستاذًا للاقتصاد هناك من 1902 إلى 1908. كان أول أستاذ للتاريخ الاقتصادي في جامعة كامبريدج من عام 1928 إلى عام 1938، ونائب وكيل كلية كينجز، كامبريدج من عام 1933 حتى عام 1943 عندما حصل على وسام الفروسية.

## مؤلفاته
- بين عامي 1926 و1938 نشر في ثلاثة مجلدات (التاريخ الاقتصادي لبريطانيا الحديثة).[3][4]

- وهو معروف أيضًا بدراسته للثورة الصناعية في إنجلترا ، ووصفه للتعاونيات في بدء الثورة.
- كما أنه اشتهر بكتابه المنشور سنة 1944 (The Bank of England، A History).[5]

## تلامذته
كان المؤرخ الاقتصادي الويلزي السير جون هاباكوك أحد طلابه. أحد اقتباسات كلافام الأبرز هي: «التقدم الاقتصادي ليس مثل التقدم البشري».

## روابط خارجية
- إشعار النعي من قبل MM Postan ،The History History Review، المجلد. 16، رقم 1 (1946)، ص.   56-59
- "مادة جون هارولد كلافام في الأرشيف الوطني البريطاني".